# Тамна материја
Тамна материје је форма материје за коју се сматра да чини отприлике 85% материје у свемиру и око 27% његове укупне густине масе-енергије или око 2,241×10−27 kg/m3. Њено присуство је подразумевано у разним астрофизичким посматрањима, укључујући гравитационе ефекте који се не могу објаснити прихваћеним теоријама гравитације, осим ако је присутно више материје него што се може видети. Из тог разлога, већина стручњака сматра да је тамне материје пуно у универзуму и да је имала снажан утицај на његову структуру и еволуцију. Тамна материја назива се тамном, јер изгледа да не ступа у интеракцију са електромагнетним пољем, што значи да не апсорбује, не рефлектује или емитује електромагнетно зрачење, те ју је стога тешко открити.
Примарни докази за тамну материју потичу из прорачуна који показују да би се многе галаксије распале, или да се не би формирале или да се не би кретале као што чине, да не садрже велику количину невидљиве материје. Остале линије доказа укључују запажања у гравитационом сочиву и у космичкој микроталасној позадини, заједно са астрономским посматрањима тренутне структуре видљивог универзума, настанка и еволуције галаксија, локације масе током галактичких судара, и кретања галаксије у оквиру јата галаксија. У стандардном Ламбда-CDM моделу космологије, укупна маса–енергија свемира садржи 5% обичне материје и енергије, 27% тамне материје и 68% облика енергије познатог као тамна енергија. Дакле, тамна материја чини 85% укупне масе, док тамна енергија и тамна материја чине 95% укупног садржаја масе и енергије.
Будући да тамна материја још увек није директно уочена, ако постоји, она једва да може да формира интеракције са обичном барионском материјом и зрачењем, осим путем гравитације. Сматра се да је већина тамне материје небарионске природе; она се може састојати од неких још неоткривених субатомских честица. Примарни кандидат за тамну материју је нека нова врста елементарних честица која још увек није откривена, посебно масивне честице слабих интеракција (WIMPs). Активно се предузимају многи експерименти за директно откривање и проучавање честица тамне материје, али ниједан није био успешан до сада. Тамна материја је класификована као „хладна“, „топла“ или „врућа“ према својој брзини (прецизније, дужини слободног струјања). Тренутни модели фаворизују сценарио хладне тамне материје, у којем се структуре појављују постепеним накупљањем честица.
Иако научна заједница генерално прихвата постојање тамне материје, неки астрофизичари, заинтригирани одређеним запажањима која се не уклапају у неке теорије тамне материје, залажу се за различите модификације стандардних закона опште релативности, као што је модификована Њутнова динамика, тензор-вектор-скаларна гравитација или ентропијска гравитација. Ови модели покушавају да узму у обзир сва запажања без позивања на додатну небарионску материју.

## Историја

### Рана историја
Хипотеза о тамној материји има сложену историју. У говору одржаном 1884. године, Лорд Келвин је проценио број тамних тела у Млечном путу на основу уочене дисперзије брзине звезда које круже око центра галаксије. Користећи ова мерења, он је проценио масу галаксије, за коју је утврдио да се разликује од масе видљивих звезда. Лорд Келвин је тако закључио да „многе наше звезде, и можда велика већина њих, могу бити тамна тела“. Године 1906, Анри Поенкаре у „Млечном путу и теорији гасова“ користио је „тамну материју“, или „matière obscure“ на француском, расправљајући о Келвиновом делу.
Први који је предложио постојање тамне материје помоћу звезданих брзина био је холандски астроном Јакобус Каптејн 1922. године. Његов холандски сународник и пионир радио астрономије Јан Орт такође је претпоставио постојање тамне материје 1932. Орт је проучавао звездана кретања у локалном галактичком суседству и открио је да маса у галактичкој равни мора бити већа од оне која је примећена, али је касније утврђено да је ово мерење погрешно.